# Klaus Peter Riedel
Klaus Peter Riedel (* 27. Juli 1954 in Erlangen) ist ein deutscher Diplomat im Ruhestand. Zuletzt war er von Juli 2016 bis Juli 2020 Botschafter in Slowenien.

## Leben
Klaus Peter Riedel begann nach dem Abitur 1972 eine Ausbildung zum Industriekaufmann. Anschließend studierte er ab 1975 in Erlangen Deutsch, Geschichte und Sozialkunde. 
Riedel ist verheiratet und hat zwei Kinder.

## Laufbahn
1982 begann Riedel die Attachéausbildung im Auswärtigen Amt und arbeitete dort von 1985 bis 1987 in der Kulturabteilung. Es folgte von 1987 bis 1989 ein Einsatz an der Botschaft in Yaoundé (Kamerun). Von 1989 bis 1992 war er in der Wirtschaftsabteilung des Auswärtigen Amtes, danach von 1992 bis 1995 eine Verwendung an der Botschaft in Budapest. Von 1995 bis 1999 war er Ständiger Vertreter des Botschafters in Ljubljana.
Von 1999 bis 2011 arbeitete Riedel in Berlin, bis 2003 als Leiter des Arbeitsstabs Controlling im Auswärtiges Amt, von 2003 bis 2007 als Verwaltungsleiter Bundesstiftung „Erinnerung, Verantwortung und Zukunft“ und ab 2007 leitete er das Immobilienmanagement Ausland des Auswärtigen Amtes.
2011 wurde er als Ständiger Vertreter des Botschafters nach Budapest entsandt, wechselte 2015 als Ständiger Vertreter an die Botschaft Dublin und wurde im Juli 2016 zum Botschafter in Ljubljana, Slowenien ernannt. Auf diesem Posten wurde er im Juli 2020 von dem Ehepaar Natalie Kauther und Adrian Pollmann abgelöst und trat in den Ruhestand.